# Fritz Stehlin

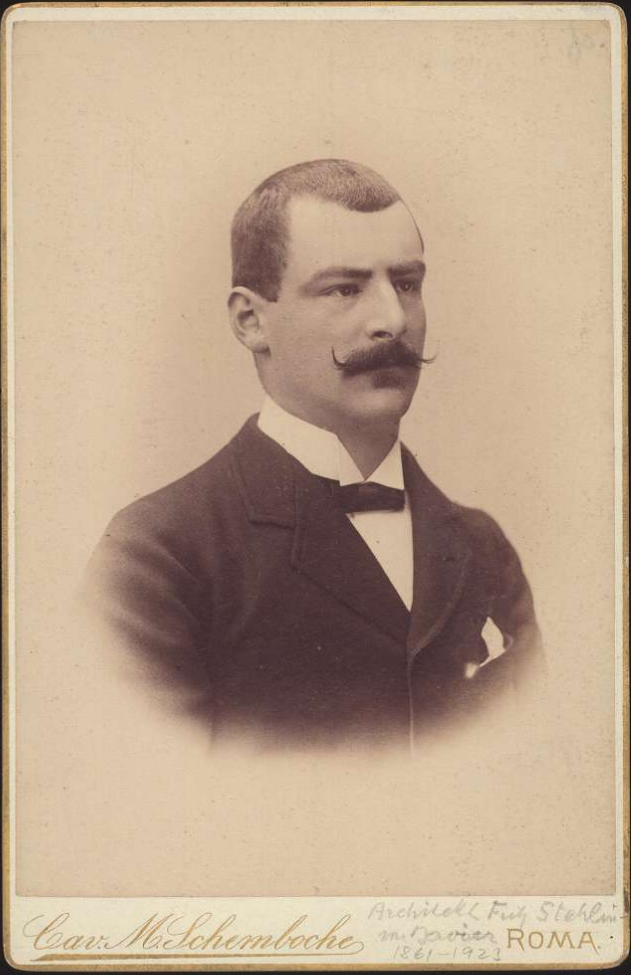
Fritz Stehlin

Fritz Stehlin (* 25. September 1861 in Basel; † 6. Dezember 1923 ebenda) war ein Schweizer Architekt.

## Leben und Werk

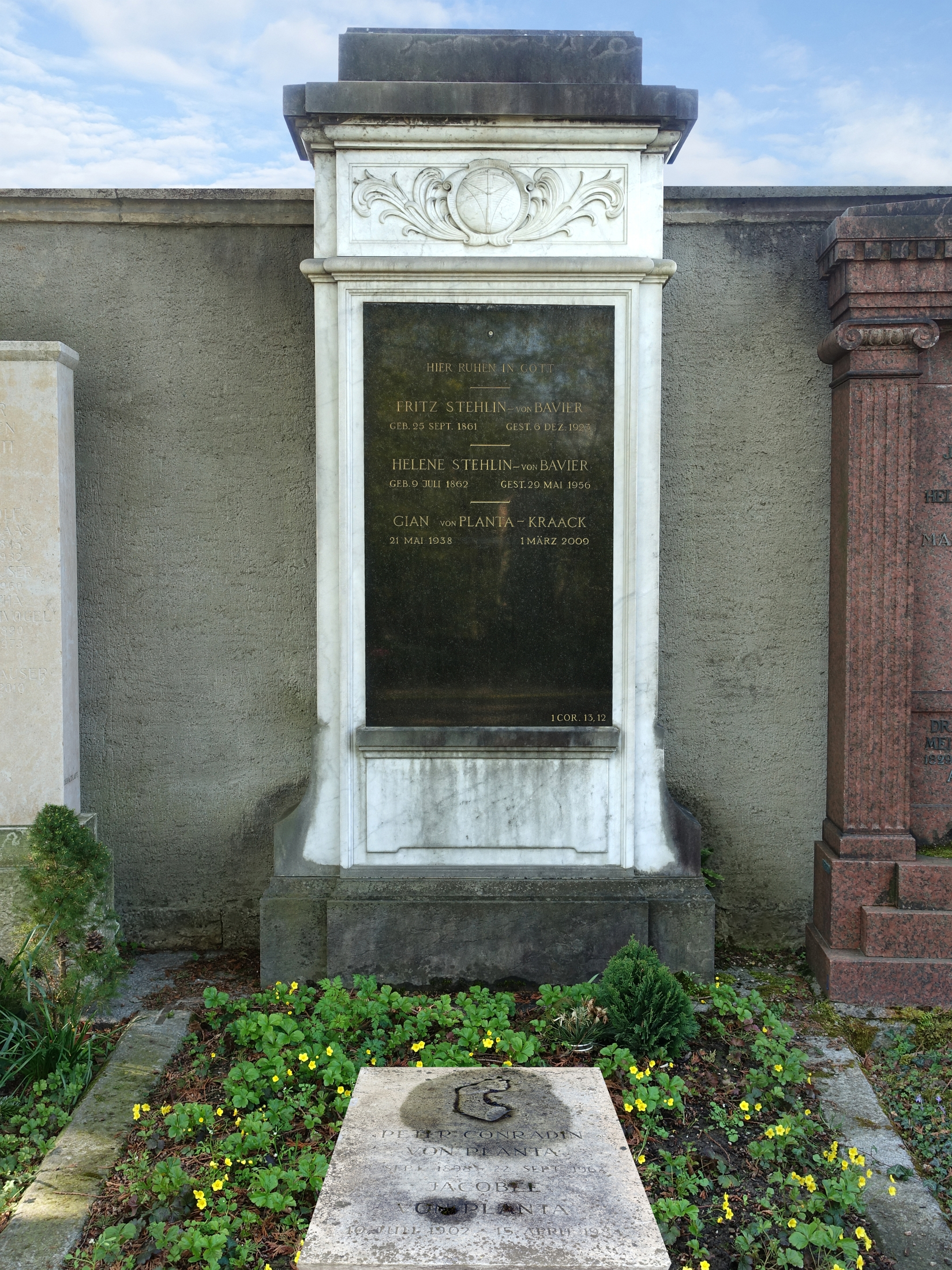
Familiengrab auf dem Friedhof Wolfgottesacker

Stehlin war ein Sohn von Karl Rudolf Stehlin und der Cecile, geborene Merian (* 11. Mai 1835; † 22. April 1916). Sie war eine Tochter des Peter Merian. Seine Brüder waren Hans Georg Stehlin und Karl Stehlin. Sie waren die Neffen von Johann Jakob Stehlin dem Jüngeren.
Stehlin studierte 1881 an der École d’architecture in Paris und von 1882 bis 1887 an der École des Beaux-Arts. Wieder in Basel, trat er 1888 in das Architekturbüro seines Onkels Johann Jakob Stehlin des Jüngeren ein und führte es nach dessen Tod 1894 weiter. Später arbeitete sein Neffe Hans Eduard Ryhiner im Geschäft.
Stehlin entwarf zahlreiche Bauten in Basel, z. B. das Stadttheater, die Villa zu den Hirzen und andere repräsentative Bauten, die fast ausschliesslich dem Neobarock verpflichtet waren. Weitere Bauten waren Arbeiterwohnhäuser, Industrie- und Fabrikbauten, Schulhäuser sowie die Umgestaltung des Schlosses Wildenstein.
Stehlin amtete von 1905 bis 1923 als Präsident des Schweizerischen Ingenieur- und Architekten-Vereins im Arbeitsausschuss der Bürgerhauskommission für die Publikationen der Reihe Das Bürgerhaus in der Schweiz.
Stehlin war mit Helena von Bavier (1862–1956), der Tochter des Simeon Bavier, verheiratet. Zusammen hatten sie drei Kinder. Eine Tochter war Maja Sacher. Stehlin war der Grossvater von Luc Hoffmann sowie der Urgrossvater von Maja Oeri und Vera Michalski. Seine letzte Ruhestätte fand er auf dem Wolfgottesacker in Basel.